# مارلين فوغل
مارلين فوغل (بالإنجليزية: Marilyn L. Fogel)‏ هي عالمة أمريكية، ولدت في 19 سبتمبر 1952.